# Couleur optimale
Une couleur optimale est une couleur dont le spectre ne comprend qu'une plage, où le niveau est au maximum de luminosité, tandis que partout ailleurs il est nul.

## Propriétés
On montre que la couleur optimale est la forme de spectre qui donne la luminosité la plus forte, pour une intensité radiométrique, une longueur d'onde dominante et une pureté d'excitation données (CIE).
C'est une limite théorique.
Ni les pigments ni les filtres ne permettent la création de couleurs optimales. On peut en créer à l'aide d'un monochromateur en laboratoire.

## Synthèse soustractive
La théorie de la synthèse soustractive des couleurs fait appel à des colorants idéaux ((en) block dyes) dont les caractéristiques sont celles des couleurs optimales : il réfléchissent la totalité de la lumière dans une région du spectre, et absorbent la totalité ailleurs. Ainsi, le colorant jaune idéal formant la couleur primaire pour la synthèse soustractive bloquerait toutes les longueurs d'onde plus courtes que 490 nm et laisserait passer toutes les autres ; le colorant magenta idéal bloquerait toutes les longueurs d'onde entre 490 nm et 580 nm ; et le colorant cyan idéal bloquerait toutes les longueurs d'onde supérieures à 580 nm. Ces colorants n'existent pas dans la réalité, mais servent aux constructions théoriques et comme référence pour l'évaluation des colorants existants (Sève 2009, p. 201).